# 好樂團
好樂團是由主唱許瓊文及吉他手張子慶所組成的臺灣音樂組合，以單曲《我把我的青春給你》獲得廣大好評。
2022年發行成團七年來的首張專輯《在遊蕩的路上學會寬容》，以「迷惘」、「用力」、「落空之後想要休息一下」以及「找到新的方向」四個過程，呼應人生的心路歷程。2023年1月28日在Zepp New Taipei舉辦「在遊蕩的路上學會寬容」演唱會。

## 音樂作品
| 發表時間     | 專輯                           | 歌名                            |
| ------------ | ------------------------------ | ------------------------------- |
| 2016年8月3日 | 《我把我的青春給你》           | 一直走                          |
| 2016年8月3日 | 《我把我的青春給你》           | 出口                            |
| 2016年8月3日 | 《我把我的青春給你》           | 我把我的青春給你                |
| 2018年4月3日 | 《把悲傷留在這裡》             | 或許我們都忘了最初說過的話      |
| 2018年4月3日 | 《把悲傷留在這裡》             | 蒸發                            |
| 2018年4月3日 | 《把悲傷留在這裡》             | 我們一樣可惜                    |
| 2018年4月3日 | 《把悲傷留在這裡》             | 我很好                          |
| 2019年7月    | 《至少我想感同你的身受》       | 我愛你，卻不能拯救你            |
| 2019年7月    | 《至少我想感同你的身受》       | 被愛灌溉长大的人                |
| 2019年7月    | 《至少我想感同你的身受》       | 我會記得你                      |
| 2019年7月    | 《至少我想感同你的身受》       | 陪你的貓睡午覺                  |
| 2019年7月    | 《至少我想感同你的身受》       | 我把我的青春給你（acoustic）    |
| 2019年10月   | 《反正存不了錢，那就再买一件》 | 反正存不了錢，那就再买一件      |
| 2020年7月    | 《他們說我是沒有用的年輕人》   | 他們說我是沒有用的年輕人        |
| 2020年12月   | 《栖身之地》                   | 栖身之地                        |
| 2022年11月   | 《在遊蕩的路上學會寬容》       | 車站                            |
| 2022年11月   | 《在遊蕩的路上學會寬容》       | 蒸發                            |
| 2022年11月   | 《在遊蕩的路上學會寬容》       | 淹沒我                          |
| 2022年11月   | 《在遊蕩的路上學會寬容》       | 他們說我是沒有用的年輕人        |
| 2022年11月   | 《在遊蕩的路上學會寬容》       | 能不能請你別把我丟下            |
| 2022年11月   | 《在遊蕩的路上學會寬容》       | 遊蕩的人(feat.李玖哲 Nicky Lee) |
| 2022年11月   | 《在遊蕩的路上學會寬容》       | 送給你的                        |
| 2022年11月   | 《在遊蕩的路上學會寬容》       | 被愛灌溉長大的人                |
| 2022年11月   | 《在遊蕩的路上學會寬容》       | 棲身之地                        |
| 2022年11月   | 《在遊蕩的路上學會寬容》       | 回到木星                        |

## 獎項紀錄
| 年份   | 屆次                   | 專輯                         | 獎項             | 入圍                         | 結果 |
| ------ | ---------------------- | ---------------------------- | ---------------- | ---------------------------- | ---- |
| 2021年 | 第1屆 PlayMusic Awards | 《他們說我是沒有用的年輕人》 | 年度獨立音樂歌曲 | 《他們說我是沒有用的年輕人》 | 獲獎 |

## 外部連結
- 好樂團的Facebook專頁
- YouTube上的好樂團頻道
- 好樂團的Instagram帳戶
- 好樂團的新浪微博
- 好樂團StreetVoice專頁 （页面存档备份，存于）